# Jean Laroyenne
Jean Laroyenne (Lyon, 6 de marzo de 1930-Lyon, 13 de febrero de 2009) fue un deportista francés que compitió en esgrima, especialista en la modalidad de sable. Participó en los Juegos Olímpicos de Helsinki 1952, obteniendo una medalla de bronce en la prueba por equipos.

## Palmarés internacional
| Juegos Olímpicos | Juegos Olímpicos     | Juegos Olímpicos  | Juegos Olímpicos  |
| Año              | Lugar                | Medalla           | Prueba            |
| ---------------- | -------------------- | ----------------- | ----------------- |
| 1952             | Helsinki (Finlandia) | Medalla de bronce | Sable por equipos |